# Síndrome de Anton-Babinski
A síndrome de Anton-Babinski ou agnosia visual, é um sintoma raro associado a danos cerebrais no lobo occipital. Os pacientes apresentando essa síndrome são cegos, mas afirmam fortemente serem perfeitamente capazes de enxergar. Quando confrontados com provas ou demonstrações de sua cegueira, os pacientes frequentemente se utilizam de dissimulação ou invenção para poder preencher as lacunas cognitivas derivadas da cegueira. O nome da síndrome deriva de Gabriel Anton e Joseph Babinski. 